# Divine criminal
「divine criminal」（ディバイン・クリミナル）は、日本の音楽ユニット・fripSideの楽曲で、第2期14作目（通算15作目）のシングル。

## 概要
前作「killing bites」から約3か月ぶりとなるシングル。初回限定盤と通常盤の2形態で発売。
表題曲「divine criminal」は、TBS系テレビアニメ「されど罪人は竜と踊る」のオープニングテーマとなっており、また第一期のカバー曲を収録したアルバム「crossroads」に収録された「brave new world -crossroads version-」のfripSideオンリーバージョンなどが収録されている。またシングルの初回限定盤には「divine criminal」のミュージックビデオやメイキング映像、「されど罪人は竜と踊る」ノンクレジットオープニング映像などを収めたDVDが付属される。
ミュージック・ビデオには、マギー司郎の他に、第2期の1stシングル「only my railgun」で出演していたマギー審司が再出演している。

## 収録曲
- 全作詞:八木沼悟志

1. divine criminal [5:06]
作曲・編曲：八木沼悟志
  - テレビアニメ『されど罪人は竜と踊る』オープニングテーマ
2. I believe in my heart [5:34]
作曲・編曲：八木沼悟志・川﨑海
3. brave new world -crossroads version- (fripSide Only) [7:29]
作曲・編曲：八木沼悟志
4. divine criminal <-Instrumental->
5. I believe in my heart <-Instrumental->
6. brave new world -crossroads version-  <-Instrumental->

### 初回限定盤DVD
- divine criminal MV
- divine criminal MV Making
- SPOT
- TVアニメ「されど罪人は竜と踊る」ノンクレジットオープニング

## 参加ミュージシャン
fripSide
- 八木沼悟志：Keyboard & Synthesizer、Chorus (全曲)
- 南條愛乃：Vocal (#1,2)

Additional Musician
- a2c：Guitar (#1,3)
- 北村雄太：Bass (#1)
- 八木一美：Drums (#1)
- 齋藤真也：Strings Programming (#1)
- 戸口田隆広：Guitar　(#2,4)

## 収録アルバム
- infinite synthesis 4 (#1)
- the very best of fripSide 2009-2020 (#1)
- the very best of fripSide -moving ballads- (#3)